# Partito Socialdemocratico di Bosnia ed Erzegovina
Il Partito Socialdemocratico di Bosnia ed Erzegovina (in bosniaco: Socijaldemokratska Partija BiH, SDP) è un partito politico della Bosnia ed Erzegovina.

## Storia
SDP è il successore del Partito Comunista di Bosnia ed Erzegovina (SKBiH), fondato nel 1909. Nel 1990, dopo la caduta della Iugoslavia comunista iniziata nel 1945, il SKBiH cambiò nome in SDP e si unì ai Socialdemocratici di Bosnia ed Erzegovina, abbandonando le tesi titoiste e aderendo al Partito Socialista Europeo. Attuale leader del partito è Nermin Nikšić.
Nel 1990, quando il Parlamento contava ancora 130 deputati, durante le prime elezioni democratiche, SDP raccolse il 17,5% dei voti e ottenne 27 seggi. Nel 1996, dopo la guerra civile che segnò la fine della Jugoslavia, le elezioni per il nuovo Parlamento (42 membri) videro SDP calare al 5,7% dei voti e ottenere appena 2 seggi. Alle elezioni del 2000, SDP incrementò in modo considerevole i propri voti, giungendo al 18%, eleggendo 9 deputati e divenendo il primo partito della Bosnia ed Erzegovina assumendone il governo. Alle politiche del 2002, però, SDP scese nuovamente, fermandosi all'11,5% dei voti ed eleggendo 4 deputati. È stato, così, superato in termini di seggi da SDA, SDS e HDZ.
Nel 2006, alle elezioni presidenziali, Željko Komšić di SDP, precedendo Jovic Ivo Miro di HDZ, è stato eletto Presidente della Comunità Croata. Alle contestuali elezioni per la Camera della Federazione di Bosnia ed Erzegovina , SDP ha conseguito il 15,3% dei consensi. Alle legislative per il Parlamento, SDP nella circoscrizione della FDE ha ottenuto il 15,6%. A livello generale SDP ha, quindi, ottenuto il 10,1%, calando dell'1,3% ma passando da 4 a 5 seggi. Ciò nonostante i Socialdemocratici sono passati all'opposizione, sostituiti nella compagine di governo dall'Alleanza dei Socialdemocratici Indipendenti, che divenendo il primo partito ha espresso il presidente del Consiglio nella persona di Nikola Špirić.
Alle elezioni generali del 2010 SDP riesce a rieleggere Željko Komšić alla Presidenza. Alle elezioni per la Camera dei Rappresentanti nella circoscrizione della Federazione ottiene il 26,07% ovvero il 17,32% a livello nazionale e diventando primo partito, conquistando 8 seggi. Alle contestuali elezioni per la Camera della Federazione di Bosnia ed Erzegovina SDP ottiene il 24,53% e ben 28 seggi. Ottiene anche 3 seggi all'Assemblea Nazionale della Republika Srpska, mentre alle elezioni cantonali ottiene il governo in 5 dei 10 cantoni della FBiH. SDP come primo partito torna alla guida dei governi a livello federale (2011-2015) e nazionale (2012-2015).
Alle elezioni generali del 2014, SDP subisce la più grande sconfitta elettorale della sua storia sia a causa del fallimento dei suoi governi che della scissione del Fronte Democratico (guidato proprio da Željko Komšić che si impone come prima forza di centrosinistra superando i socialdemocratici). Alle elezioni per la Camera dei Rappresentanti nella circoscrizione della Federazione ottiene il 9,45% e soli 3 seggi. Alle contestuali elezioni per la Camera della Federazione di Bosnia ed Erzegovina SDP riceve il 10,14% e 12 seggi. Rimane pertanto all'opposizione dei governi guidati dai nazionalisti di SDA e HDZ.